# 帝国造形芸術院

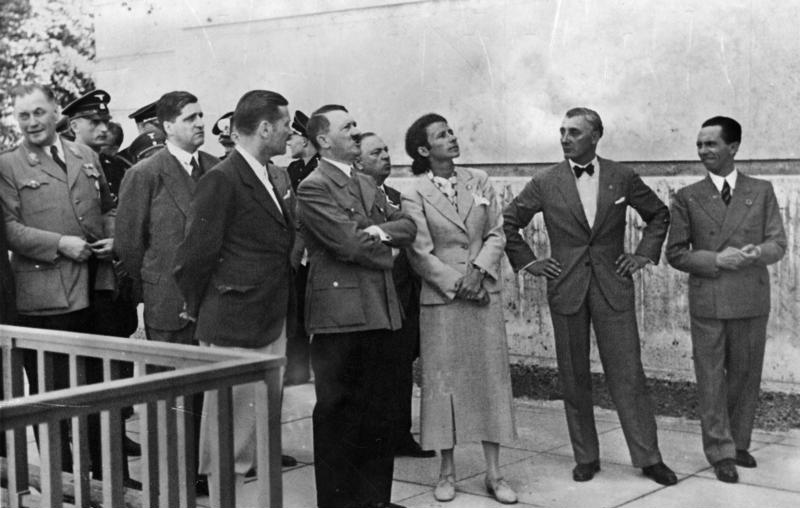
「ドイツ芸術の家」の開会記念式典を視察するヒトラー、ゲルディ・トロースト、ツィーグラー、ゲッベルス。右から二番目がツィーグラー。

帝国造形芸術院（独: Reichskammer der bildenden Künste、ライヒスカマー・デア・ビルデンデン・キュンステ）はドイツ第三帝国の機関で、当時の政策に見合うような造形芸術を奨励する一方で、反体制的芸術を取り締まり国家社会主義時代の社会統制の一翼を担った。通称としてReichskunstkammer（帝国芸術院、ライヒスクンストカマー）も用いられた。

## 概要
帝国造形芸術院は1933年11月1日、帝国文化院管轄下7部局のうちの一つとして設立された。その業務は、国民啓蒙・宣伝省の指導のもとにすべての会員の活動領域を限定して国民と帝国のためのドイツ文化の責任を明らかにし、文化的職業の経済社会的案件を管理し、芸術院に所属するすべてのグループの積極的活動を調整することであった。

帝国造形芸術院にはさらに、国家社会主義における上部機関として、第三帝国にとって意義ある作品を制作する芸術家を生みだすという使命を持っていた。

展覧会への出展許可を希望する芸術家は、帝国文化院傘下の帝国造形芸術院の会員であることが絶対条件であった。少なからぬ芸術家が、芸術院の方針に適合しないとして入会を拒絶されたり締め出されたりした。その入会要件は、「政治的に信頼できること」と「アーリア系であること」であった。

総裁のひとりにアドルフ・ツィーグラー（de:Adolf Ziegler (Maler)）がいる。没個性的な一画家であったツィーグラーはヒトラーに気に入られて異例の大昇進を遂げ、積極的に頽廃芸術を弾圧した。

## 同時代の批判
全ての芸術家が入会を義務づけられていた帝国造形芸術院に対しては、素人やディレッタントが受け入れられていることや芸術家への政治的支援が疎かにされていることに対して同時代芸術家の間から不満の声が上がっていた。芸術院に満ちていた好事家的雰囲気については、多くの芸術家から、「まったく技術的な素養がなく、マッチ箱さえ正しく描写できない」素人と同列に扱われることに対して批判が高まり、全芸術家を会員としてしまうことで無能な芸術家まで職を認められることになり、文化水準の低下をもたらすとの警鐘が鳴らされ、入会資格制限の必要性が訴えられた。しかし、芸術の商業化と大衆化によって、ドイツ的芸術をプロパガンダ的性格と絡めて広く国民に根付けることを是としたナチスは、そうした訴えに耳を貸すことはなかった。